# Diocese de Passau
A Diocese de Passau (em latim: Dioecesis Passaviensis e em alemão:  Bistum Passau) é uma circunscrição eclesiástica da Igreja Católica na Alemanha, sufragânea da Arquidiocese de Munique e Frisinga . Atualmente é regida pelo bispo Dom Stefan Oster, S.D.B.

## Território
A diocese está localizado no sudeste da Baviera, sendo a sede episcopal a cidade de Passau, onde fica a Catedral de Santo Estêvão. 
O território é dividido em 286 paróquias. 

## História
A diocese de Passau foi erigida em 737 ou 739, por São Bonifácio. Pode ser vista como sucessora da Diocese de Lorch, uma fortaleza romana localizada na confluência dos rios Inn e Danúbio, onde o cristianismo se espalhou no século III. Imigrações posteriores do oriente suprimiram a presença cristã na região, que foi retomada apenas no século VII, com a conversão da Baviera. 
Originalmente, possuía uma extensão territorial que incluía grande parte da atual Áustria, Hungria e Eslováquia. Provavelmente já foi sufragânea da Arquidiocese de Salzburgo. 
Em 18 de janeiro de 1469 cedeu parte de seu território para a criação da Diocese de Viena, que foi elevada à categoria de arquidiocese em 1722. 
Em 1º de junho de 1728, Passau, que há muito aspirava ser a sede do arcebispo, por meio do breve apostólico Arcano divinae providentiae do Papa Bento XIII, foi privilegiada porque Salzburgo passou a ser imediatamente sujeita à Santa Sé.
Em 28 de janeiro de 1785 cedeu outras porções do seu território para a criação das dioceses de Linz, Sankt Pölten e Leoben. 
Em 1821 tornou-se diocese sufragânea da Arquidiocese de Munique e Frisinga. 

## Estatísticas
A diocese, até o final de 2004, havia batizado 515.852 pessoas em uma população de 591.205, correspondendo a 87,3% do total. 